# Hammer (singolo)
Hammer è un singolo della cantante neozelandese Lorde, pubblicato il 20 giugno 2025 come terzo estratto dal quarto album in studio Virgin.

## Descrizione
Ultima pubblicazione a precedere l'uscita dell'album Virgin, Hammer è stata descritta dalla cantante come «un'ode alla vita di città e all'arrapamento». Stereogum lo descrive come «un brano vorticoso ed esuberante – non proprio di genere dance, ma uno che minaccia costantemente di trasformarsi in un pezzo dance da un momento all'altro», sottolineandone la natura dinamica e vicina alla musica da ballo.

## Video musicale
Il video musicale, girato a Hampstead Heath e diretto da Renell Medrano, è stato reso disponibile attraverso il canale YouTube dell'artista in concomitanza con l'uscita del singolo.

## Tracce
Testi e musiche di Ella Yelich-O'Connor e James Harmon Stack.
1. Hammer – 3:13

## Classifiche
| Classifica (2025) | Posizione massima |
| ----------------- | ----------------- |
| Nuova Zelanda     | 40                |